# Нат, Ив
Ив Нат (фр. Yves Nat; 29 декабря 1890, Безье — 31 августа 1956, Париж) — французский пианист, композитор и музыкальный педагог.
Рано проявил способности к игре на фортепиано и композиции. К семи годам ему разрешили импровизировать на органе собора Безье во время воскресных месс. В 10 лет он дирижировал собственной фантазией для оркестра. С подачи Форе и Сен-Санса стал учиться в Парижской консерватории у Луи Дьемера. В качестве солиста был известен, главным образом, как исполнитель Шуберта, Шумана и Брамса.  В 1911 году совершил первое турне по Соединенным Штатам. Во время Первой мировой войны был мобилизован, примерно в это же время опубликовал Шесть прелюдий для фортепиано и Шесть песен на Пейни. Много выступал в ансамбле со скрипачами Жаком Тибо, Джордже Энеску, Эженом Изаи. В 1937 г. отказался от концертной деятельности и сосредоточился исключительно на преподавании в Парижской консерватории. В 1950-е гг. вернулся на сцену, записал все 32 сонаты Бетховена. В композиторском наследии Ната — грандиозная оратория «Ад» (1942), фортепианный концерт, камерные сочинения. Последний его концерт как пианиста - 4 февраля 1954 года в Театре Елисейских полей в Париже - был одновременно премьерой собственного фортепианного концерта (Национальный оркестр Франции  под управлением Пьера Дерво). 

## Об Иве Нате
Его игра была настолько ясной, что казалось: это уже не пианист, это окно, отворённое в произведение искусства. (Марсель Пруст)